# أوجينيا أوفار موريرا
أوجينيا أوفار موريرا (اسم الميلاد أوجينيا براندو؛ 6 مارس 1898، جويز دي فورا – 16 يونيو 1948، ريو دي جانيرو) صحفية برازيلية وممثلة ومخرجة مسرحية، أصبحت لاحقًا رئيسة اتحاد المسرح المهني. كانت قائدة حملة حق المرأة في الاقتراع في البرازيل بوصفها رائدة نسوية. ارتبطت كذلك بالحركة الحداثية البرازيلية وكانت مدافعة قوية عن المُثل الشيوعية. تزوجت من الشاعر والكاتب أوفار موريرا الذي لعب دورًا رئيسًا في تجديد المسرح البرازيلي، وساهمت في تنظيم حملات الترويج الثقافي وعملت كممثلة ومخرجة ومترجمة ومحاضِرة، لتصبح فيما بعد رئيسة اتحاد المسرح المهني.

## سيرة حياتها

### حياتها المبكرة ومسيرتها المهنية
ولدت أوجينيا براندو في بلدية جويز دي فورا في عام 1898. وهي ابنة الدكتور أرميندو جوميز براندو وماري أنطوانيت أرموند براندو، وكانت حفيدة بارون بلدية بيتانغي. عاشت طفولة مريحة في مسقط رأسها، ولكن مع وفاة والدها أرميندو، بدأت عائلتها تواجه صعوبات مالية. ونظرًا لأنّ والدتها لم تستطع المطالبة بميراث زوجها الذي يكون بموجب القانون من مسؤولية أبنائها الذكور، فقد انتقلت مع أوجينيا إلى ريو دي جانيرو في منتصف عام 1910 بحثًا عن عمل. وجدت الوالدة عملًا في فرع لمكتب البريد بالقرب من لابا، بينما تعلمت ابنتها أوجينيا، القراءة والكتابة باللغتين البرتغالية والفرنسية لوحدها، من خلال قراءتها الصحف والكتب والقواميس.
حصلت أوجينيا على أول وظيفة لها في سن الخامسة عشرة، فعملت كبائعة في متجر بارك رويال للمجلات في مركز مدينة ريو دي جانيرو. بعد ذلك بوقت قصير، بدأت العمل كسكرتيرة في فريتايس باستوس، وهو متجر للكتب يقع في لارغو دا كاريوكا. وهناك في ذلك المكان، بين المؤلفات الجميلة للكتّاب المحليين والعالميين، أصبحت مغرمة بالمسرح والأدب.
وفي عمر السادسة عشرة، اندمجت أوجينيا تمامًا بالحياة البوهيمية للمدينة، تجلى ذلك في سلوكياتها وعاداتها كتدخين السيجار، كما سارت في الشوارع مرتديةً بدلة وربطة عنق وقبعة فيدورا. وكانت قد قدّمت نفسها بهذه الهيئة إلى صحيفة أولتيما أورا (الساعة الأخيرة) بحثًا عن وظيفة. حصلت أوجينيا على الوظيفة بفضل نصوصها المكتوبة جيدًا وموقفها الجريء. أثار توظيفها الحيرة والإعجاب في مجتمعٍ اعتاد إلى اليوم على رؤية الإعلام وهو يقدم الإناث كشاعرات وكاتبات ملحقات، أو كاتبات أعمدة صحفية بمواضيع خفيفة فقط. حتى أن رؤية امرأة تمارس عمل الصحافة كان أمرًا أكثر غرابة، لدرجة أنه كان لا بد من ابتكار وصياغة مصطلح «مُراسِلَة» لتوصيف دورها الذي تقوم به.
بعد مدة وجيزة من الزمن، أعلنت المجلة وفي وقتٍ مبكر، نهاية المسيرة المهنية لأوجينيا كصحفية شابة. كانت أوجينيا قد قررت الدخول إلى مأوى في مدرسة داخلية للفتيات ضمن دارٍ للأيتام تحمل اسم (ملجأ الراعي الصالح). كُشف عن اللغز والسبب خلف ذلك القرار بعد أشهرٍ فقط، عندما نُشر تقرير في الصفحة الأولى من مجلة الشارع يحمل توقيع أوجينيا. طلبت أوجينيا أن تدخل المأوى بنية وحيدة حقيقةً، وذلك كي تجري مقابلة مع ألبيرتينا دو ناسيمينتو سيلفا، شقيقة إحدى النساء التي قُتلت في جريمة أُبلغ عنها على نطاق واسع وعرفت باسم «مأساة شارع الدكتور جانوزي،13». بالرغم من أن تلك المرأة كانت قد أُخرجت بالفعل من المأوى، لكن أوجينيا استمرت في العيش في ذلك المكان محاولةً الحصول على معلومات من صديقاتها السجينات الأخريات. ونتيجة عدم نجاحها في الأمر، انتهزت الفرصة لكتابة تقرير عن الحياة اليومية لتلك النساء في حبسهنّ المقيِّد. نُشرت سلسلة من المقالات ضمن فصول على مدى خمسة أيام متتالية، وحققت نجاحًا وعددًا كبيرًا من القراء. عادت تلك السلسلة على المؤلفة بتقديرٍ مستحَق من الزملاء والمنافسين وعامة الناس، فأُطلق عليها لقب «المراسل الأول في البرازيل». قبل زواج أوجينيا وتخليها عن مهنتها بشكلٍ مؤقت، تردد اسمها ضمن غرفة الأخبار لصحيفتين مشهورتين في ذلك الوقت، هما صحيفتا الأخبار والبلد.